# NGC 5317
NGC 5317 (NGC 5364) é uma galáxia espiral (Sbc/P) localizada na direcção da constelação de Virgo. Possui uma declinação de +05° 00' 56" e uma ascensão recta de 13 horas, 56 minutos e 11,9 segundos.
A galáxia NGC 5317 foi descoberta em 2 de Fevereiro de 1786 por William Herschel.